# Persone di cognome Wang
| Questa pagina contiene informazioni ricavate automaticamente dalle voci biografiche con l'ausilio del template Bio e di un bot. L'aggiornamento è periodico e automatico e ricostruisce completamente la pagina. Se manca una persona in questa lista, sei pregato di non aggiungerla, ma accertati piuttosto che la sua voce biografica contenga il template Bio e che i dati anagrafici siano correttamente compilati. Se il template Bio manca, inseriscilo tu stesso o, in alternativa, metti l'avviso {{tmp\|Bio}} che ne segnala la mancanza. Se i dati riportati sono sbagliati, correggi direttamente la voce biografica; le modifiche saranno visibili in questa lista entro pochi giorni. Per chiarimenti vedi il progetto antroponimi. La lista contiene solo le 231 persone che sono citate nell'enciclopedia e per le quali è stato implementato correttamente il template Bio. Pagina aggiornata al 23 giu 2025. |

Questa è una lista di persone presenti nell'enciclopedia che hanno il cognome Wang, suddivise per attività principale.

## Allenatori di calcio(1)
- Wang Baoshan, allenatore di calcio e ex calciatore cinese (Pingyi, n. 1963)

## Altiste(1)
- Wang Xueyi, altista cinese (n. 1991)

## Altisti(1)
- Wang Yu, altista cinese (Zhuhai, n. 1991)

## Architetti(1)
- Wang Shu, architetto cinese (Ürümqi, n. 1963)

## Arcieri(1)
- Wang Cheng-pang, arciere taiwanese (n. 1987)

## Artisti(1)
- Wang Guangyi, artista cinese (Harbin, n. 1957)

## Artisti marziali(4)
- Wang Deming, artista marziale e attore cinese (Pechino, n. 1955)
- Wang Shujin, artista marziale cinese (Tientsin, n. 1904 - Taichung, † 1981)
- Wang Xi'An, artista marziale cinese (Xi'an, n. 1944 - Jiaozuo, † 2024)
- Wang Zi-Ping, artista marziale cinese (n. 1891 - † 1973)

## Astronaute(1)
- Wang Yaping, astronauta cinese (Yantai, n. 1980)

## Astronome(1)
- Wang Zhenyi, astronoma, matematica e poetessa cinese (n. 1768 - † 1797)

## Atlete paralimpiche(1)
- Wang Juan, ex atleta paralimpica cinese (n. 1975)

## Attivisti(2)
- Wang Dan, attivista cinese (n. 1969)
- Wang Youcai, attivista cinese (n. 1966)

## Attori(13)
- Deshun Wang, attore e modello cinese (Shenyang, n. 1936)
- Garrett Wang, attore statunitense (Riverside, n. 1968)
- George Wang, attore cinese (Dandong, n. 1918 - Taipei, † 2015)
- Jimmy Wang Yu, attore, regista e produttore cinematografico cinese (Shanghai, n. 1943 - Taipei, † 2022)
- Kingone Wang, attore e cantante taiwanese (Taiwan, n. 1980)
- Leehom Wang, attore, cantautore e produttore discografico statunitense (Rochester, n. 1976)
- Wang Longji, attore e dirigente d'azienda cinese (Pixian, n. 1940)
- Sam Wang, attore, cantante e modello taiwanese (Taiwan, n. 1976)
- Wang Tiecheng, attore e politico cinese (Pechino, n. 1936 - Pechino, † 2024)
- Xiang Kun, attore cinese (n. 1915 - Pechino, † 2009)
- Wang Xingang, attore cinese (Dalian, n. 1932)
- Wang Xueqi, attore e regista cinese (Pechino, n. 1946)
- Wang Zhiwen, attore cinese (Shanghai, n. 1966)

## Attrici(8)
- Wang Danfeng, attrice cinese (Shanghai, n. 1924 - Shanghai, † 2018)
- Wang Fuli, attrice cinese (Xuzhou, n. 1949)
- Hannah Wang, attrice australiana (Sydney, n. 1989)
- Wang Ji-hye, attrice sudcoreana (Masan, n. 1985)
- Wang Renmei, attrice e cantante cinese (Changsha, n. 1914 - Pechino, † 1987)
- Wang Xiaotang, attrice, regista e sceneggiatrice cinese (Kaifeng, n. 1934)
- Yoo Sun, attrice sudcoreana (n. 1976)
- Wang Yumei, attrice cinese (Jinan, n. 1934 - Pechino, † 2022)

## Avvocate(1)
- Wang Yu, avvocata e attivista cinese (n. 1971)

## Bassiste(1)
- Ellen Andrea Wang, bassista, contrabbassista e compositore norvegese (n. 1986)

## Biatlete(1)
- Wang Chunli, ex biatleta e fondista cinese (Jilin, n. 1983)

## Calciatori(30)
- Wang Anzhi, ex calciatore cinese (Kunming, n. 1977)
- Wang Changqing, calciatore cinese (Pechino, n. 1981)
- Wang Dalei, calciatore cinese (Dalian, n. 1989)
- Wang Dong, ex calciatore cinese (Qingdao, n. 1981)
- Wang Dongning, ex calciatore cinese (n. 1960)
- Wang Feng, ex calciatore cinese (Beihai, n. 1956)
- Wang Gang, calciatore cinese (Tientsin, n. 1989)
- Wang Hui, ex calciatore e ex giocatore di calcio a 5 cinese (n. 1978)
- Wang Jung-hyun, ex calciatore sudcoreano (Gwangmyeong, n. 1976)
- Wang Ke, calciatore cinese (Qingdao, n. 1983)
- Wang Liang, ex calciatore cinese (Shenyang, n. 1979)
- Wang Peng, ex calciatore cinese (Dalian, n. 1978)
- Wang Qiang, ex calciatore cinese (Dalian, n. 1982)
- Wang Qiuming, calciatore cinese (Chengdu, n. 1993)
- Wang Ruei, calciatore taiwanese (Taipei, n. 1993)
- Wang Shangyuan, calciatore cinese (Zhengzhou, n. 1993)
- Wang Shenchao, calciatore cinese (Shanghai, n. 1989)
- Wang Sheng, ex calciatore cinese (Dalian, n. 1981)
- Wang Song, calciatore cinese (Guiyang, n. 1983)
- Wang Tao, ex calciatore cinese (Dalian, n. 1967)
- Wang Tao, calciatore cinese (Dalian, n. 1970 - Hangzhou, † 2022)
- Wang Tong, calciatore cinese (Shenyang, n. 1993)
- Wang Wanpeng, calciatore cinese (Dalian, n. 1982)
- Wang Xiao, calciatore cinese (Shenyang, n. 1979)
- Wang Xiaolong, calciatore cinese (Pechino, n. 1986)
- Wang Xinxin, ex calciatore cinese (Shenyang, n. 1981)
- Wang Yang, ex calciatore cinese (Wuhan, n. 1989)
- Wang Yongpo, calciatore cinese (Qingdao, n. 1987)
- Yudong Wang, calciatore cinese (Ningbo, n. 2006)
- Wang Yun, ex calciatore cinese (Shanghai, n. 1983)

## Calciatrici(3)
- Wang Lisi, calciatrice cinese (n. 1991)
- Wang Shanshan, calciatrice cinese (Luoyang, n. 1990)
- Wang Shuang, calciatrice cinese (Wuhan, n. 1995)

## Cantanti(6)
- Fei, cantante, attrice e modella cinese (Haikou, n. 1987)
- Cyndi Wang, cantante e attrice taiwanese (Hsinchu, n. 1982)
- Wang Fei, cantante e attrice cinese (Pechino, n. 1969)
- Marthe Wang, cantante norvegese (Bergen, n. 1990)
- Wang Su-bok, cantante nordcoreana (n. 1917 - † 2003)
- Zax Wang, cantante, attore e conduttore televisivo taiwanese (Taiwan, n. 1980)

## Cantautrici(1)
- Joanna Wang, cantautrice taiwanese (Taipei, n. 1988)

## Cestiste(7)
- Wang Fang, ex cestista cinese (Anshan, n. 1967)
- Wang Jun, ex cestista cinese (n. 1963)
- Wang Ling, ex cestista cinese (Liaoyang, n. 1978)
- Wang Siyu, cestista cinese (Haiyang, n. 1995)
- Wang Su-jin, ex cestista sudcoreana (n. 1973)
- Wang Xuemeng, cestista cinese (Korla, n. 1993)
- Wang Yuping, ex cestista cinese (n. 1965)

## Cestisti(14)
- Wang Deli, ex cestista e allenatore di pallacanestro cinese (n. 1947)
- Wang Fei, ex cestista e allenatore di pallacanestro cinese (Pechino, n. 1963)
- Wang Haibo, ex cestista cinese (Qingdao, n. 1965)
- Wang Hongbin, cestista cinese (n. 1915)
- Wang Lei, ex cestista cinese (Henan, n. 1986)
- Wang Libin, ex cestista e allenatore di pallacanestro cinese (Xi'an, n. 1963)
- Wang Nanzhen, cestista cinese (Yixing, n. 1911 - † 1992)
- Wang Shipeng, ex cestista cinese (Dandong, n. 1983)
- Wang Shixuan, cestista cinese (n. 1912 - † 1983)
- Wang Yih-jiun, ex cestista taiwanese (Qingdao, n. 1926)
- Wang Yuzeng, cestista cinese (Xincheng, n. 1912 - Hangzhou, † 2009)
- Wang Zhelin, cestista cinese (Fuzhou, n. 1994)
- Wang Zhidan, ex cestista cinese (Dalian, n. 1970)
- Wang Zhizhi, ex cestista e allenatore di pallacanestro cinese (Pechino, n. 1977)

## Ciclisti su strada(2)
- Gustav Wang, ciclista su strada, ciclocrossista e pistard danese (Rødovre, n. 2003)
- Wang Meiyin, ex ciclista su strada cinese (Qufu, n. 1988)

## Compositori(2)
- Nathan Wang, compositore e direttore d'orchestra statunitense (Los Angeles, n. 1956)
- Wang Yunjie, compositore cinese (Huangxian, n. 1911 - Shanghai, † 1996)

## Dirigenti sportivi(1)
- Wang Jun, dirigente sportivo, ex calciatore e ex giocatore di calcio a 5 cinese (Dalian, n. 1963)

## Filosofi(3)
- Wang Chong, filosofo, astronomo e meteorologo cinese (Shangyu, n. 27 - † 97)
- Wang Fuzhi, filosofo cinese (Hengyang, n. 1619 - † 1692)
- Wang Shouren, filosofo e funzionario cinese (Yuyao, n. 1472 - Ganzhou, † 1529)

## Fisici(1)
- Taylor Wang, fisico e ex astronauta statunitense (Shanghai, n. 1940)

## Fondisti(1)
- Wang Qiang, fondista cinese (Shuangfeng, n. 1993)

## Funzionari(1)
- Wang Xihou, funzionario cinese (Contea di Yifeng, n. 1713 - Pechino, † 1777)

## Generali(3)
- Wang Jian, generale cinese (Guanzhong - Qin)
- Wang Ning, generale e politico cinese (Nanchino, n. 1955)
- Wang Shizhen, generale e politico cinese (Contea di Zhengding, n. 1861 - Pechino, † 1930)

## Ginnaste(1)
- Wang Yan, ex ginnasta cinese (Pechino, n. 1999)

## Giocatrici di badminton(1)
- Wang Yihan, giocatrice di badminton cinese (Shanghai, n. 1988)

## Giocatrici di beach volley(1)
- Wang Jie, giocatrice di beach volley cinese (Ürümqi, n. 1983)

## Giocatrici di curling(2)
- Wang Bingyu, giocatrice di curling cinese (Harbin, n. 1984)
- Wang Rui, giocatrice di curling cinese (Harbin, n. 1995)

## Goiste(1)
- Wang Yubo, goista cinese (Wuxi, n. 1996)

## Goisti(3)
- Wang Ming-wan, goista taiwanese (Taipei, n. 1961)
- Wang Xinghao, goista cinese (n. 2004)
- Wang Yuanjun, goista taiwanese (n. 1996)

## Hockeisti su ghiaccio(1)
- Wang Chongwei, ex hockeista su ghiaccio cinese (Cina, n. 1988)

## Imprenditori(3)
- Chun Wang, imprenditore cinese (Tientsin, n. 1982)
- Wang Jian, imprenditore cinese (Tianjin, n. 1961 - Bonnieux, † 2018)
- Wang Jianlin, imprenditore cinese (Mianyang, n. 1954)

## Imprenditrici(2)
- Cher Wang, imprenditrice e filantropa taiwanese (Taipei, n. 1958)
- Nina Wang, imprenditrice cinese (Shanghai, n. 1937 - Hong Kong, † 2007)

## Informatici(1)
- Li-Chen Wang, informatico statunitense (n. 1935)

## Insegnanti(1)
- Wang Xiangzhai, insegnante cinese (Shenxian, n. 1885 - Tientsin, † 1963)

## Judoka(1)
- Wang Ki-chun, judoka sudcoreano (Jeongeup, n. 1988)

## Linguisti(2)
- Wang Li, linguista, docente e traduttore cinese (Contea di Bobai, n. 1900 - † 1986)
- Wang Yunwu, linguista e politico cinese (Shanghai, n. 1888 - † 1979)

## Lottatrici(2)
- Wang Jiao, lottatrice cinese (n. 1988)
- Wang Xu, lottatrice cinese (Pechino, n. 1985)

## Lunghisti(1)
- Wang Jianan, lunghista cinese (Shenyang, n. 1996)

## Marciatori(2)
- Wang Hao, marciatore cinese (Mongolia Interna, n. 1989)
- Wang Zhen, marciatore cinese (Heilongjiang, n. 1991)

## Marciatrici(2)
- Wang Liping, ex marciatrice cinese (LuogoNascitaLink = Fengcheng, n. 1976)
- Wang Yan, ex marciatrice cinese (n. 1971)

## Martelliste(1)
- Wang Zheng, martellista cinese (Xi’an, n. 1987)

## Matematici(1)
- Wang Hao, matematico, logico e filosofo cinese (Jinan, n. 1921 - New York, † 1995)

## Mezzofondiste(2)
- Wang Chunyu, mezzofondista cinese (Suzhou, n. 1995)
- Wang Junxia, ex mezzofondista cinese (Jiaohe, n. 1973)

## Militari(1)
- Wang Ping, militare cinese (Regno di Wei - Regno di Shu, † 248)

## Modelle(1)
- Wang Jingyao, modella cinese (Shandong, n. 1990)

## Modelli(1)
- Jiro Wang, modello, cantante e attore taiwanese (Taiwan, n. 1981)

## Nuotatori(2)
- Wang Haoyu, nuotatore cinese (Jiaozuo, n. 2005)
- Wang Shun, nuotatore cinese (Ningbo, n. 1994)

## Nuotatrici(7)
- Wang Ciyue, sincronetta cinese (n. 1999)
- Wang Jianjiahe, nuotatrice cinese (Anshan, n. 2002)
- Wang Liuyi, sincronetta cinese (Shenzhen, n. 1997)
- Wang Na, sincronetta cinese (Langzhong, n. 1984)
- Wang Qianyi, sincronetta cinese (Shenzhen, n. 1997)
- Wang Xiaohong, ex nuotatrice cinese (Changzhou, n. 1968)
- Wang Xiaoyou, sincronetta cinese (n. 2004)

## Pallanuotisti(1)
- Wang Xiaotian, ex pallanuotista cinese (n. 1955)

## Pallavoliste(3)
- Wang Simin, pallavolista cinese (Pechino, n. 1997)
- Wang Weiyi, pallavolista cinese (n. 1995)
- Wang Yimei, pallavolista cinese (Dalian, n. 1988)

## Pattinatrici di short track(2)
- Wang Chunlu, ex pattinatrice di short track cinese (Changchun, n. 1978)
- Wang Meng, ex pattinatrice di short track cinese (Qitaihe, n. 1985)

## Pattinatrici di velocità su ghiaccio(1)
- Wang Manli, ex pattinatrice di velocità su ghiaccio cinese (Mudanjiang, n. 1973)

## Pianiste(1)
- Yuja Wang, pianista cinese (Pechino, n. 1987)

## Pittori(4)
- Wang Chiu-chiang, pittore cinese (Contea di Santai, n. 1957)
- Wang Fu, pittore e calligrafo cinese (Wuxi, n. 1362 - † 1416)
- Wang Meng, pittore cinese (Huzhou, n. 1308 - Nanchino, † 1385)
- Wang Ximeng, pittore cinese (n. 1096 - † 1119)

## Poeti(1)
- Wang Wei, poeta e pittore cinese (n. 699 - † 759)

## Politici(8)
- Wang Anshi, politico, economista e funzionario cinese (Linchuan, n. 1021 - Jiangning, † 1086)
- Wang Daxie, politico cinese (Contea di Yi, n. 1860 - Pechino, † 1929)
- Wang Hongwen, politico cinese (Changchun, n. 1935 - Pechino, † 1992)
- Wang Jingwei, politico cinese (Distretto di Sanshui, n. 1889 - Nagoya, † 1944)
- Wang Ming, politico cinese (Contea di Jinzhai, n. 1904 - Mosca, † 1974)
- Wang Qishan, politico cinese (Qingdao, n. 1948)
- Wang Yi, politico e diplomatico cinese (Pechino, n. 1953)
- Wang Zhen, politico e generale cinese (Liuyang, n. 1908 - Canton, † 1993)

## Produttori cinematografici(1)
- Jonathan Wang, produttore cinematografico statunitense (Dallas, n. 1984)

## Rapper(1)
- Jackson Wang, rapper, cantante e conduttore televisivo hongkonghese (Hong Kong, n. 1994)

## Registe(2)
- Lulu Wang, regista e sceneggiatrice cinese (Pechino, n. 1983)
- Nanfu Wang, regista cinese (Jiangxi, n. 1985)

## Registi(3)
- Wang Bing, regista cinese (Xi'an, n. 1967)
- Wayne Wang, regista, sceneggiatore e produttore cinematografico cinese (Hong Kong, n. 1949)
- Wang Xiaoshuai, regista cinematografico, sceneggiatore e attore cinematografico cinese (Shanghai, n. 1966)

## Saltatrici con gli sci(1)
- Wang Liangyao, saltatrice con gli sci cinese (n. 2003)

## Scacchisti(2)
- Wang Hao, scacchista cinese (Harbin, n. 1989)
- Wang Yue, scacchista cinese (Taiyuan, n. 1987)

## Schermidori(3)
- Wang Haibin, ex schermidore cinese (Nanning, n. 1973)
- Wang Lei, schermidore cinese (Shanghai, n. 1981)
- Wang Lihong, ex schermidore cinese (n. 1968)

## Schermitrici(1)
- Wang Huifeng, ex schermitrice cinese (n. 1968)

## Sciatori freestyle(1)
- Wang Xindi, sciatore freestyle cinese (Qinhuangdao, n. 1995)

## Sciatrici freestyle(1)
- Wang Jin, sciatrice freestyle cinese (n. 1997)

## Scrittori(2)
- Wang Shizhen, scrittore, critico d'arte e politico cinese (n. 1526 - † 1590)
- Wang Shuo, scrittore, regista e attore cinese (Nanchino, n. 1958)

## Scrittrici(2)
- Wang Anyi, scrittrice cinese (Nanchino, n. 1954)
- Weike Wang, scrittrice statunitense (Nanjing)

## Sollevatrici(3)
- Wang Mingjuan, sollevatrice cinese (Yongzhou, n. 1985)
- Wang Xiufen, ex sollevatrice cinese (n. 1974)
- Wang Zhouyu, sollevatrice cinese (n. 1994)

## Stiliste(1)
- Vera Wang, stilista e ex pattinatrice artistica su ghiaccio statunitense (New York, n. 1949)

## Stilisti(1)
- Alexander Wang, stilista statunitense (San Francisco, n. 1983)

## Tennistavoliste(2)
- Wang Nan, tennistavolista cinese (Liaoning, n. 1978)
- Wang Yuegu, tennistavolista singaporiana (Anshan, n. 1980)

## Tennistavolisti(5)
- Wang Hao, tennistavolista cinese (Changchun, n. 1983)
- Wang Chuqin, tennistavolista cinese (Jilin, n. 2000)
- Wang Liqin, ex tennistavolista cinese (Shanghai, n. 1978)
- Wang Tao, tennistavolista cinese (Pechino, n. 1967)
- Timothy Wang, tennistavolista statunitense (Houston, n. 1991)

## Tenniste(5)
- Wang Qiang, tennista cinese (Tientsin, n. 1992)
- Wang Shi-ting, ex tennista taiwanese (Tainan, n. 1973)
- Wang Xinyu, tennista cinese (Shenzhen, n. 2001)
- Wang Xiyu, tennista cinese (Taixing, n. 2001)
- Wang Yafan, tennista cinese (Nanchino, n. 1994)

## Tennisti(1)
- Wang Yeu-tzuoo, ex tennista taiwanese (Arabia Saudita, n. 1985)

## Tiratori a segno(2)
- Wang Zhiwei, tiratore a segno cinese (Contea di Taigu, n. 1988)
- Wang Yifu, tiratore a segno cinese (n. 1960)

## Tuffatori(2)
- Wang Feng, tuffatore cinese (Xintai, n. 1979)
- Wang Zongyuan, tuffatore cinese (n. 2001)

## Tuffatrici(3)
- Wang Han, ex tuffatrice cinese (Baoding, n. 1991)
- Wang Hao, tuffatrice cinese (n. 1992)
- Wang Xin, tuffatrice cinese (n. 1992)

## Vescovi cattolici(1)
- Peter Wang Kei Lei, vescovo cattolico cinese (Canton, n. 1922 - Hong Kong, † 1974)

## Violoncellisti(1)
- Jian Wang, violoncellista cinese (Xi'an, n. 1968)

## Wrestler(2)
- Tian Bing, wrestler cinese (Anhui, n. 1994)
- Boa, wrestler cinese (Pechino, n. 1995)

## Senza attività specificata(4)
- Wang Cong'er, cinese (Xiangyang, n. 1777 - † 1798)
- Wang Hee-kyung, ex arciera sudcoreana (n. 1970)
- Wang Zhaojun, cinese
- Wang Xizhi, calligrafo e funzionario cinese (n. 303 - † 361)